# Apocalyptica (álbum)
Apocalyptica é o quinto álbum de estúdio da banda homónima, lançado em 2005.
| Críticas profissionais                                                      | Críticas profissionais |
| Avaliações da crítica                                                       | Avaliações da crítica  |
| Fonte                                                                       | Avaliação              |
| --------------------------------------------------------------------------- | ---------------------- |
| allmusic                                                                    | [ 1 ]                  |
| Esta tabela precisa de ser acompanhada por texto em prosa. Consulte o guia. |                        |

## Faixas
| N.º            | Título                                                            | Compositor(es)               | Duração |  |
| 1.             | "Life Burns!" (com Lauri Ylönen)                                  | Eicca Toppinen, Lauri Ylönen | 3:06    |  |
| 2.             | "Quutamo"                                                         | Toppinen                     | 3:27    |  |
| 3.             | "Distraction"                                                     | Toppinen                     | 3:56    |  |
| 4.             | "Bittersweet" (com Ville Valo e Lauri Ylönen)                     | Toppinen, Ylönen, Ville Valo | 4:25    |  |
| 5.             | "Misconstruction"                                                 | Toppinen                     | 3:55    |  |
| 6.             | "Fisheye"                                                         | Toppinen                     | 4:09    |  |
| 7.             | "Farewell"                                                        | Perttu Kivilaakso            | 5:32    |  |
| 8.             | "Fatal Error"                                                     | Kivilaakso                   | 2:59    |  |
| 9.             | "Betrayal/Forgiveness" (com Dave Lombardo)                        | Kivilaakso                   | 5:13    |  |
| 10.            | "Ruska"                                                           | Toppinen                     | 4:39    |  |
| 11.            | "Deathzone" (Faixa escondida em 6:41; "En Vie" (com Manu) — 3:28) | Toppinen                     | 10:14   |  |
| Duração total: | Duração total:                                                    | Duração total:               | 51:35   |  |